# Busbetrieb Lichtensteig–Wattwil–Ebnat-Kappel
Der Busbetrieb Lichtensteig–Wattwil–Ebnat-Kappel (BLWE) ist ein Verkehrsbetrieb mit Sitz in Wattwil im Kanton St. Gallen, der im mittleren Toggenburg eine Buslinie zwischen Lichtensteig und Ebnat-Kappel betreibt. 

## Betrieb

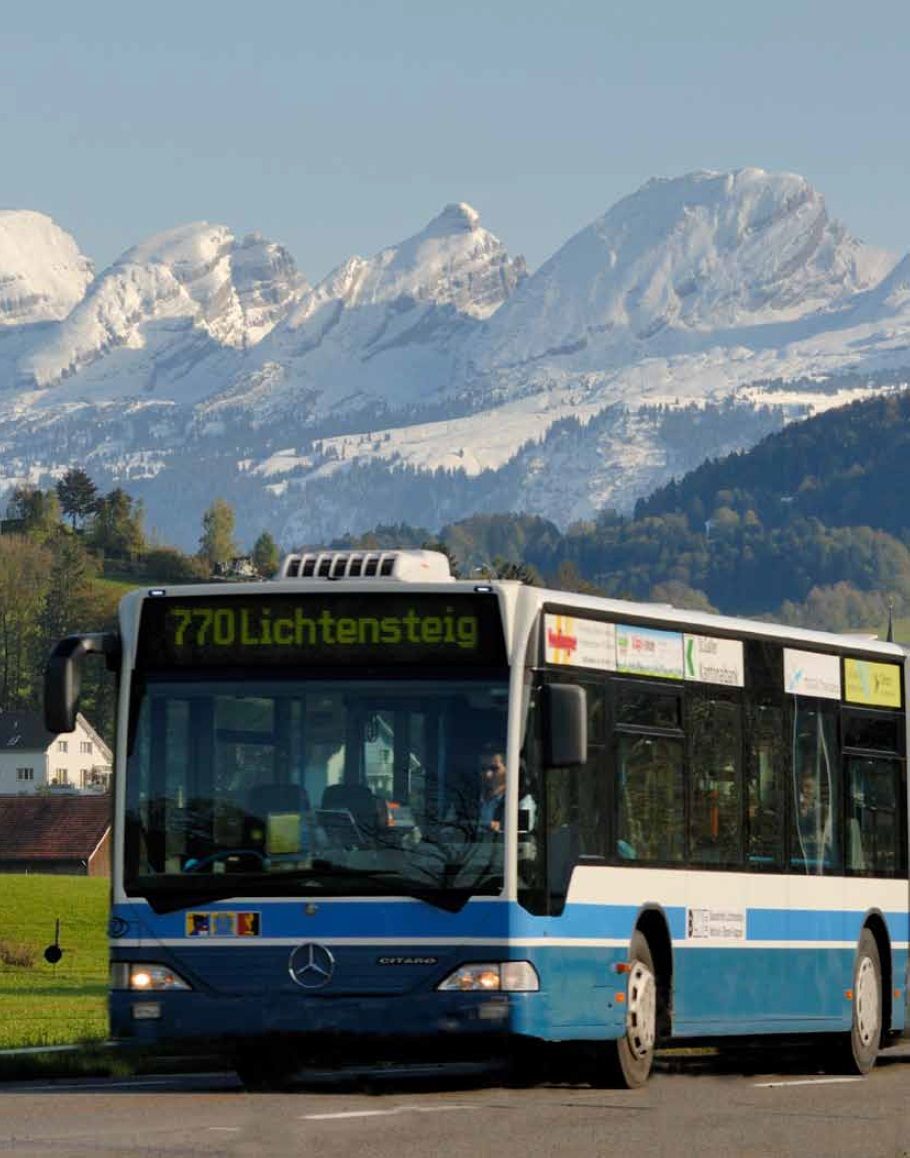
Mercedes-Benz Citaro des BLWE, hinten Churfirsten

Der BLWE betreibt die Buslinie 770 Lichtensteig–Wattwil–Ebnat-Kappel grösstenteils im Halbstundentakt. Er gehört seit seiner Gründung 2002 dem Tarifverbund Ostwind und Z-Pass an.
Seit Dezember 2008 fuhren die Busse des BLWE zudem im Auftrag der Schweizerischen Südostbahn (SOB) auf der Nachtlinie Wil–Rickenbach–Kirchberg–Wattwil–Nesslau. Im Dezember 2024 wurde das neue Nachtangebot des Kantons St. Gallen eingeführt. Der BLWE fährt seit dann zwischen Lichtensteig Bahnhof und Nesslau. 2020 legten die Fahrzeuge des Busbetriebs auf dieser Linie 10'539 Kilometer zurück. Dazu kamen 20'051 Kilometer Bahnersatzkurse und 3772 Kilometer Extrafahrten. 
Seit dem 1. August 2007 erfolgt die Geschäftsführung durch die SOB in St. Gallen, die seit dem 1. Januar 2008 auch die Buchhaltung führt. Die Geschäftsführung und ein Verwaltungsratsmitglied des BLWE stammen seither von der SOB.
2019 gehörte der Kostendeckungsgrad des BLWE mit 63 Prozent zu den höchsten im Kanton St. Gallen.

## Geschichte

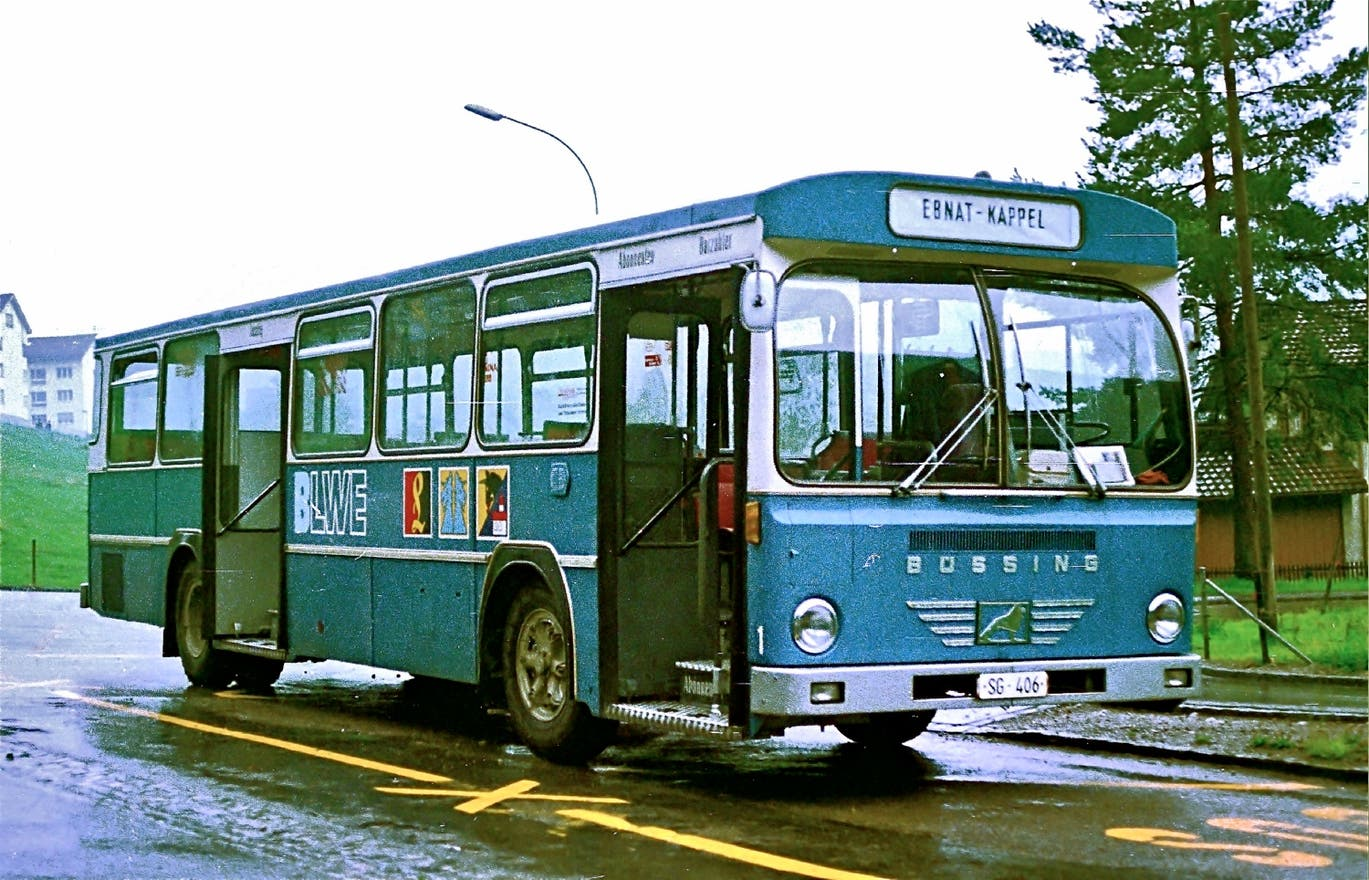
Fabrikneuer BLWE-Bus des deutschen Herstellers Büssing im Jahr 1970

In den 1960er-Jahren florierte die Wirtschaft im mittleren Toggenburg. Durch die steigende Zahl der Angestellten verlängerten sich die Arbeitswege, und aus Unternehmerkreisen kam die Idee, eine eigene Buslinie für die Gemeinden Wattwil, Lichtensteig und Ebnat-Kappel zu errichten. Treibende Kraft zur Gründung des Busbetriebes war die Firma Heberlein. Die Bodensee-Toggenburg-Bahn (BT) und die PTT als Betreiberin der Postautos befürchteten eine Konkurrenz ihrer eigenen Angebote. Trotzdem konnte am 1. November 1970 die Buslinie dem Verkehr übergeben werden. Der anfangs gewählte Name Verkehrsbetrieb Mitteltoggenburg wurde vom Handelsregisteramt und vom kantonalen Volkswirtschaftsdepartement jedoch nicht erlaubt. Den Betrieb übernahm ein lokales Carunternehmen mit zwei von Büssing gelieferten Fahrzeugen.  

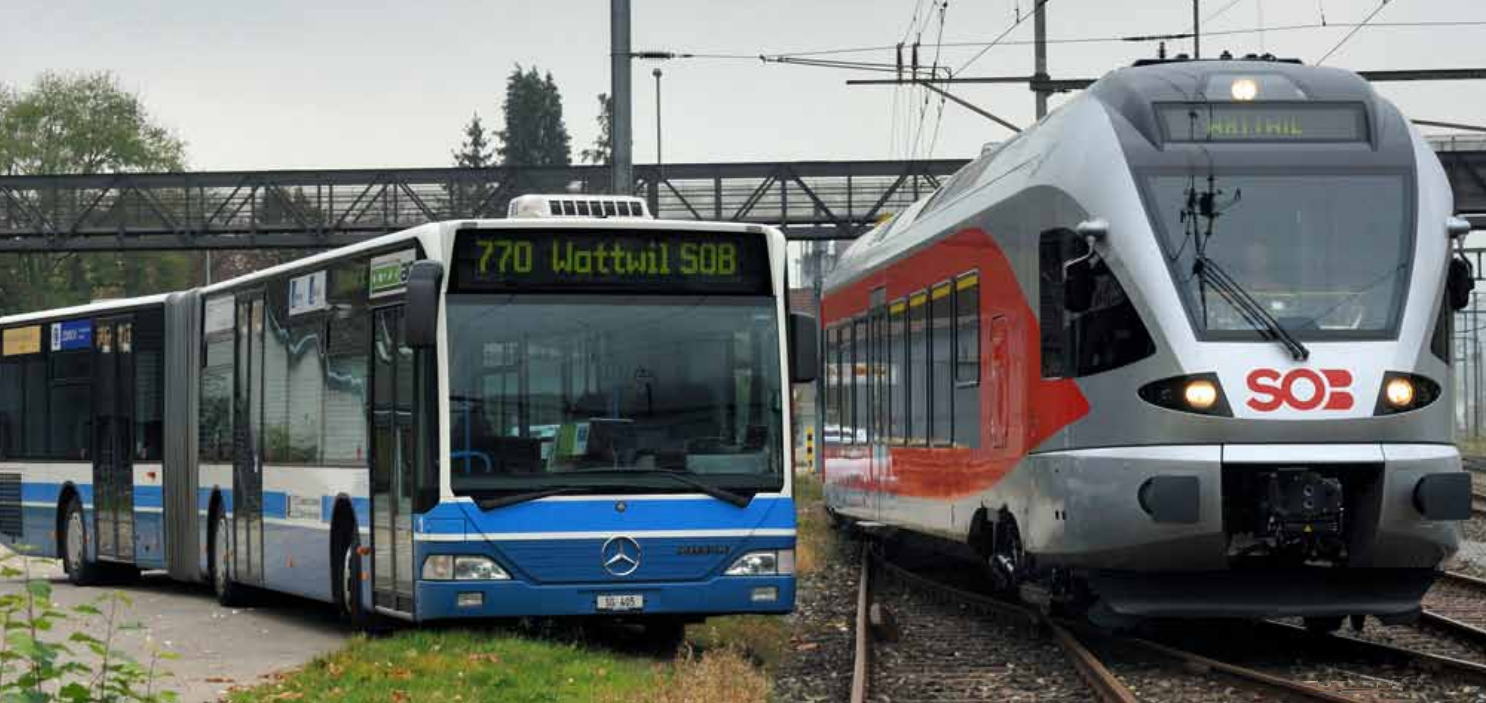
Der BLWE pflegt eine enge Zusammenarbeit mit der Südostbahn. BLWE-Gelenkbus neben einem Triebzug der SOB.

Mit der Eröffnung der Migros-Klubschule in Lichtensteig kamen 1975 Spätkurse ins Angebot. Nachdem 1979 die Fahrgastzahlen gesunken waren, erklärten sich 1988 Bund und Kanton bereit, das Defizit auf dem Abschnitt Wattwil–Ebnat-Kappel zu übernehmen. 1987 konnte der Fahrplan zu einem zeitweisen Halbstundentakt ausgebaut werden. Seit 1993 führt der BLWE Bahnersatzkurse auf der Strecke Wattwil–Nesslau–Wildhaus für die BT, die 1994 im Auftrag der SBB von Wattwil nach Wil verlängert wurden.
1998 übernahm der BLWE den Betrieb in Eigenregie, wozu beim Bahnhof Wattwil ein neues Depot erbaut wurde. Am 17. Februar 1999 stürzte wegen eines Berechnungsfehlers des Ingenieurbüros die neue Einstellhalle unter der Schneelast ein. Im Dezember 2007 konnte der 30-Minuten-Takt ausgedehnt werden. Seit Dezember 2012 übernimmt der Bund auch die Abgeltungen für den Streckenabschnitt Wattwil–Lichtensteig.